# Aramides
Genre
Aramides est un genre d'oiseaux gruiformes de la famille des Rallidae

## Liste des espèces
D'après la classification de référence (version 14.1, 2024) du Congrès ornithologique international (ordre phylogénique) :
- Aramides axillaris – Râle à cou roux
- Aramides mangle – Râle des palétuviers
- Aramides albiventris – Râle à ventre blanc
- Aramides cajaneus – Râle de Cayenne
- Aramides wolfi – Râle de Wolf
- Aramides ypecaha – Râle ypécaha
- Aramides calopterus – Râle à ailes rouges
- Aramides saracura – Râle saracura